# (135) Герта
(135) Герта (нем. Hertha) — астероид главного пояса, который по орбитальным параметрам близок к астероидам семейства Нисы, но не входит в него, поскольку принадлежит к железным астероидам спектрального класса M, в то время как в данное семейство входят астероиды класса S и класса F. Данные спектроскопического анализа говорят о возможности наличия водных силикатов на данном астероиде.

## Открытие
Астероид (135) Герта был открыт 18 февраля 1874 года германо-американским астрономом К. Г. Ф. Петерсом в Клинтоне, США и назван в честь Нерты, богини плодородия в германской мифологии. Дальнейшие наблюдения были проведены Уильямом Томасом Сампсоном в 1883 году и опубликованы в Astronomische Nachrichten.
Покрытие звёзд этим астероидом наблюдалось в 2000 году.

## Физические свойства
После открытия данного астероида в 1874 году и дальнейших наблюдений в 1884 астрономы начали изучение его физических свойств. Ещё в 1904 году Джордж Уильям Хилл сообщил о сильных колебаниях яркости астероида за короткий период времени.
В октябре 1992 года Dotto и др. в течение 6 суток проводили наблюдение Герты с целью установления периода вращения. В итоге удалось с точностью до тысячных установить время оборота астероида вокруг своей оси, оно составило 8,398 ± 0,001 часа.

## Спектральная классификация
Хотя астероид уже давно классифицируется как астероид класса M на основании его спектральных свойств и наблюдений, проводившихся в обсерватории Мауна-Кеа, возможно отнесение его к другому классу астероидов. Наличие провала в наблюдаемом спектре на длине волны 3 мкм указывает на присутствие гидратированных минералов. Это означает, что Герта должна классифицироваться как астероид класса W («мокрый» класс M). На основании данных наблюдений учёные оценили примерное содержание воды в астероиде — оно составило 0,14 … 0,27 процента от массы астероида. Эта оценка основана на лабораторных измерениях и не может быть применима к телам, находящимся в условиях открытого космоса.
Ривкин и др., в опубликованных в 2002 году исследованиях, проследили зависимость спектрального поглощения от фазы вращения астероида. Исследователи рассмотрели полосу поглощения на длине волны 0,7 мкм, которая связана с гидратированными силикатами и обнаружили, что коэффициент отражения изменяется в зависимости от фазы вращения астероида и предположили, что его поверхность является гетерогенной, где гидратированные области чередуются с «сухими» областями.